# Русанов, Николай Петрович
Николай Петрович Русанов — советский хозяйственный, государственный и политический деятель.

## Биография
Родился в 1923 году в деревне Холодково. Член КПСС с 1943 года.
Участник Великой Отечественной войны - командир взвода 176 отдельной разведроты 137 стрелковой дивизии. С 1945 года — на хозяйственной, общественной и политической работе. В 1945—2005 гг. — заведующий орготделом Мценского райкома КПСС, второй секретарь Задонского райкома КПСС, инструктор обкома КПСС, первый секретарь Колпнянского райкома КПСС, первый секретарь Ливенского горкома КПСС, секретарь, второй секретарь Орловского обкома КПСС, директор Всесоюзного научно-исследовательского института охраны труда в сельском хозяйстве, председатель Орловского областного совета ветеранов войны, труда, Вооруженных Сил и правоохранительных органов
Избирался депутатом Верховного Совета РСФСР 5-го созыва.
Почётный гражданин Орловской области.